# مولد المنحدر

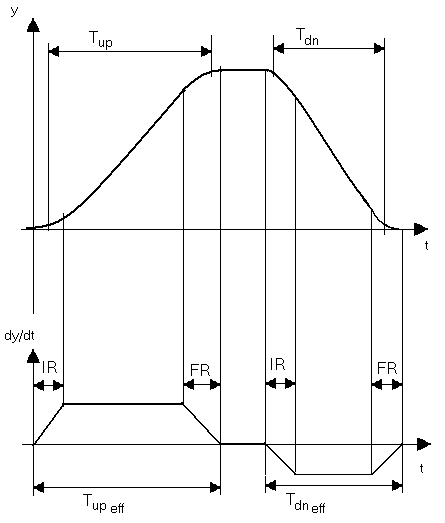
الكمون الكهربائي عن طريق المولد المنحدر. والقائمة الثابتة هي:
T_{up} وقت التشغيل
T_{dn} فترة التدفق الارتجاعي
دائرة بداية IR
دائرة نهاية FR
T_{up eff} وقت التشغيل الفعال T_{up eff} = T_{up} + (IR/2 + FR/2)
T_{dn eff} وقت التدفق الارتجاعي الفعال T_{dn eff} = T_{dn} + (IR/2 + FR/2)

المولد المنحدر يعتبر المولد المنحدر في الإليكترونيات والهندسة الكهربائية بمثابة مولد وظيفي يزيد من إنتاجها للجهد حتى قيمة معينة تسمى منحدر (ramp) . وتستخدم في مجالات متعددة منها المولدات الكهربائية أو المحركات الكهربائية لتجنب حدوث صدمات عند تغير الحمل  وتوفر بعض مولدات المنحدر إمكانية تغيير وقت التدفق الارتجاعي والتشغيل.

## التطبيق
يتم تنفيذ هذه المولدات عمومًا كأجهزة تناظرية. وتعتبر هذه الوظيفة اليوم جزءًا من برنامج الجهاز الرقمي.